# Francisco António Ochôa
Francisco António Ochôa (Rebordainhos,Bragança, 4 de Março de 1839 — Lisboa, 22 de Dezembro de 1912) foi um juiz e político português.

## Biografia
Filho do sacerdote e professor Alexandre José Ochôa, formou-se em Direito na Universidade de Coimbra em 1869. Exerceu a advocacia nas comarcas de Macedo de Cavaleiros, Vinhais e Bragança. Foi vereador e administrador no concelho de Bragança.
Por duas vezes fez parte do Conselho de Governo da província de Goa. Foi nomeado juiz do Tribunal da Relação de Lisboa em 1901. Ascendeu a presidente desta instituição por Decreto de 8 de Março de 1910, tomando posse a 12 de Março do mesmo ano. Terminou a sua carreira como juiz conselheiro do Supremo Tribunal de Justiça por decreto de 24 de Agosto de 1910. Em 1911, foi eleito deputado à Assembleia Constituinte, passando depois a senador.